# Chodzież (gmina wiejska)
Chodzież – gmina wiejska w województwie wielkopolskim, w powiecie chodzieskim. W latach 1975–1998 gmina położona była w województwie pilskim.
Siedziba gminy to Chodzież.
Według danych z 30 czerwca 2004 gminę zamieszkiwało 5338 osób.

## Struktura powierzchni
Według danych z roku 2002 gmina Chodzież ma obszar 212,74 km², w tym:
- użytki rolne: 44%
- użytki leśne: 49%

Gmina stanowi 31,26% powierzchni powiatu.

## Demografia

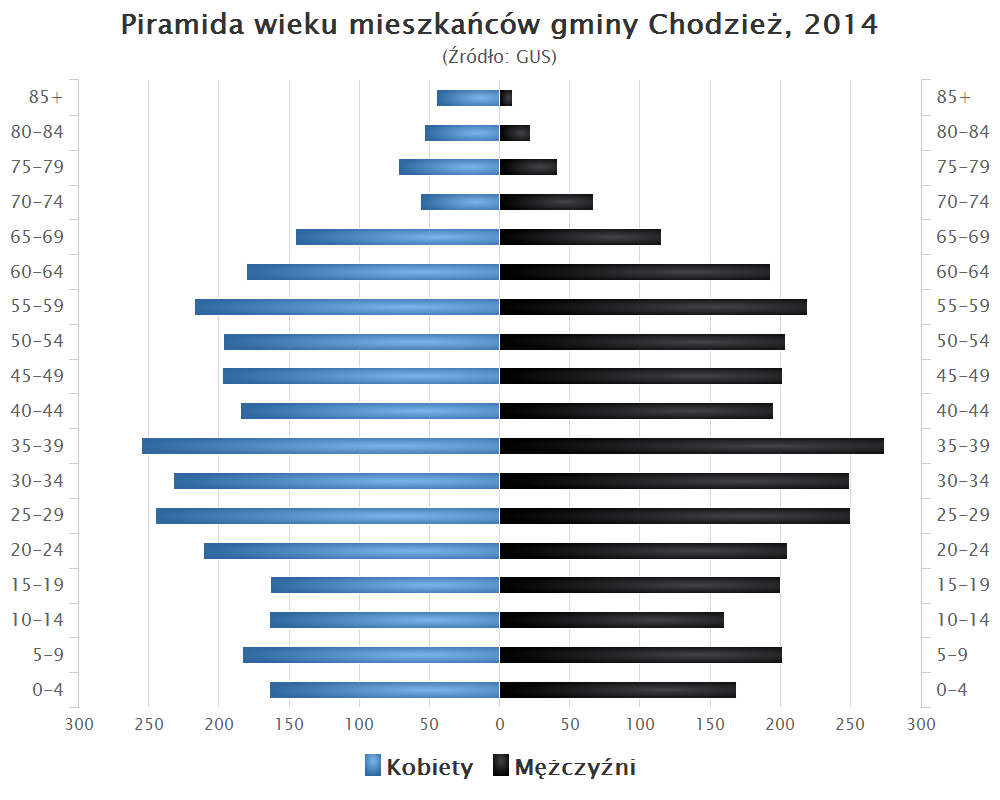
Piramida wieku mieszkańców gminy Chodzież w 2014 roku

Dane z 30 czerwca 2004:
| Opis                              | Ogółem | Ogółem | Kobiety | Kobiety | Mężczyźni | Mężczyźni |
| --------------------------------- | ------ | ------ | ------- | ------- | --------- | --------- |
| jednostka                         | osób   | %      | osób    | %       | osób      | %         |
| populacja                         | 5338   | 100    | 2677    | 50,1    | 2661      | 49,9      |
| gęstość zaludnienia (mieszk./km²) | 25,1   | 25,1   | 12,6    | 12,6    | 12,5      | 12,5      |

## Sołectwa
Konstantynowo, Milcz, Nietuszkowo, Oleśnica, Pietronki, Podanin, Rataje, Stróżewice, Stróżewo, Strzelce, Zacharzyn.

## Pozostałe miejscowości
Cisze, Ciszewo, Drzązgowo, Gołe Pole, Jacewko, Kamionka, Kierzkowice, Krystynka, Mirowo, Papiernia, Rudki, Słomki, Stróżewko, Strzelęcin, Studzieniec, Trojanka, Trzaskowice, Wymysław.

## Sąsiednie gminy
Budzyń, Chodzież, Czarnków, Kaczory, Margonin, Miasteczko Krajeńskie, Szamocin, Ujście